# NGC 2276
NGC 2276 (другие обозначения — UGC 3740, IRAS07101+8550, MCG 14-4-28, KCPG 127A, ZWG 362.42, ZWG 363.27, 7ZW 134, ARP 25, Arp 114, PGC 21039) — спиральная галактика с перемычкой (SBc) в созвездии Цефей, находящаяся на расстоянии 105—110 миллионов световых лет.
Этот объект входит в число перечисленных в оригинальной редакции «Нового общего каталога», а также включён в атлас пекулярных галактик.
Галактика NGC 2276 входит в состав группы галактик NGC 2276. Помимо NGC 2276 в группу также входят ещё 12 галактик.

## Описание
Галактический диск имеет асимметричную форму, которая может быть объяснена взаимодействием с её ближайшей соседкой — эллиптической галактикой NGC 2300. В одном из её спиральных рукавов была обнаружена чёрная дыра средней массы, получившая обозначение NGC 2276-3c, масса которой превосходит солнечную в 50 000 раз. Галактика демонстрирует повышенную скорость звездообразования, которая может быть вызвана столкновением с карликовой галактикой в прошлом, либо путём гравитационного взаимодействия со своим галактическим соседом NGC 2300, которое запустило процесс сжатия молекулярных облаков.
С учётом углового размера, который составляет 2,7—2,8 минут дуги, диаметр галактики приблизительно равен 90 тысячам световых лет. Галактика была открыта 26 июня 1876 года Ф. А. Т. Виннеке.

## Сверхновые
В галактике было обнаружено 6 сверхновых за последние 60 лет наблюдений: SN 1962Q (звёздная величина 16,9), SN 1968V (звёздная величина 15,7), SN 1968W (звёздная величина 16,6), SN 1993X (II-ого типа, звёздная величина 16,3), SN 2005dl (II-ого типа, звёздная величина 17,1) и SN 2016gfy (II-ого типа, звёздная величина 16,3).

## Галерея

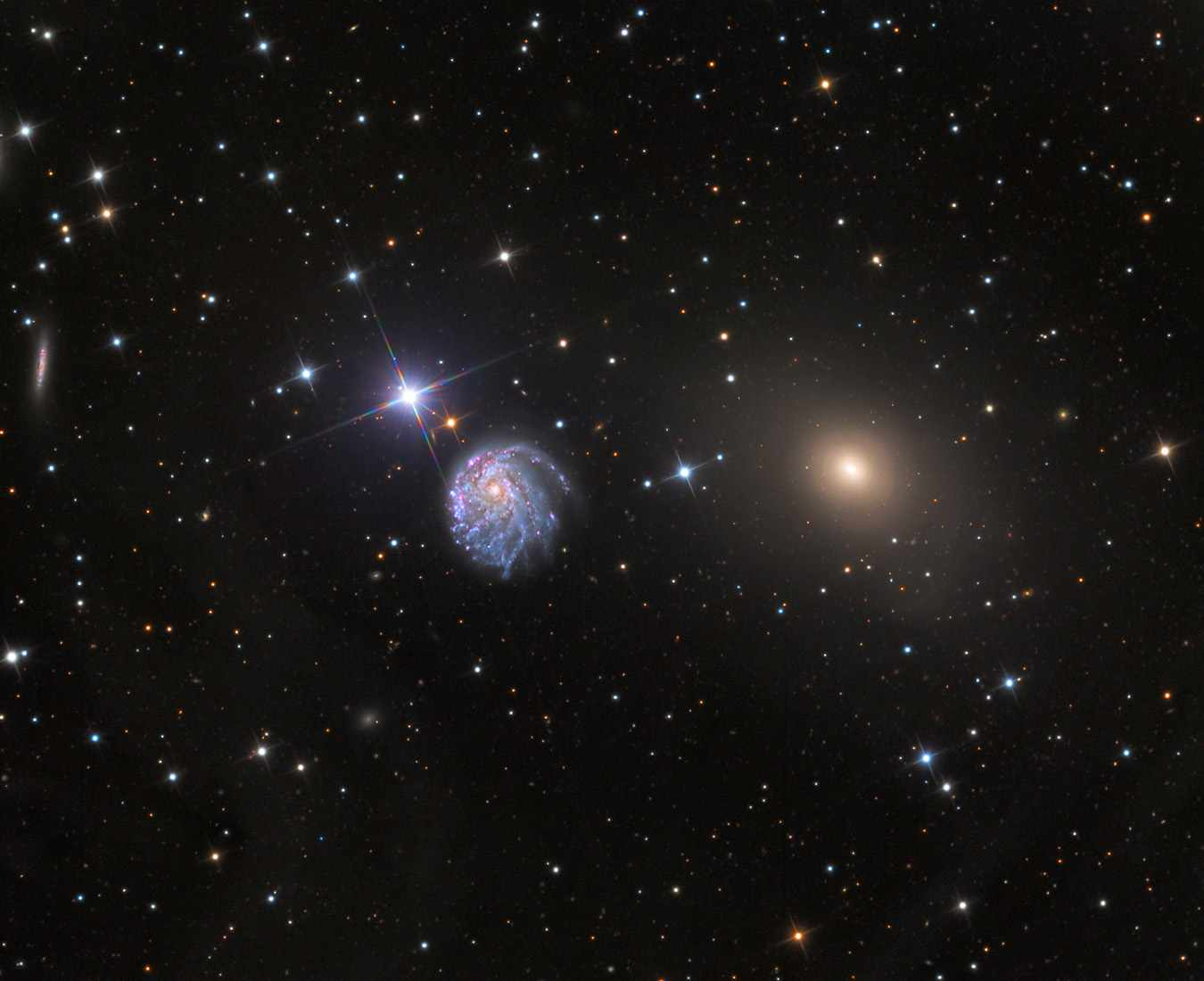
Галактика NGC 2276 и её окрестности